# 西条層
西条層（さいじょうそう、英:Saijo Formation）は、日本の広島県東広島市に分布する地層。丘陵地の比較的低地に堆積しており、大きく分けて黒瀬盆地・南部西条盆地・北部西条盆地の3地域に分布し、西条盆地東方の高屋町にも分布する。約70万年前から約50万年前に堆積した第四系中部更新統（チバニアン階）と見られており、層厚は約30メートルから約50メートル。固結度はやや低い。河川堆積物を主としており、複数枚の火山灰層が挟在し、またスゲ属やスミレ属やトウヒ属といった植物の化石が多産する。
別称として「西条湖成層」「西条砂礫層」があるが、本項では「西条層」表記を採用する。

## 岩相
水野・平川 (1993)によれば、西条層は岩相の垂直方向と水平方向の岩相の変化が顕著であるため、層序区分を細分することが不可能である。大まかな構造も盆地間で差異がある。黒瀬盆地と南部西条盆地では主に砂とシルトから構成され、礫と亜炭を伴い、広範囲に7枚以上の火山灰層を挟在させている。北部西条盆地では砂礫が大部分を占め、一部に火山灰層を含む。これら3地域の堆積期間は完全には一致しておらず、南部西条盆地は中部から下部、黒瀬盆地は同層中部から上部が保存されている。北部西条盆地の堆積期間は不明であるが、南部西条盆地に近い年代であったと予想されている。

### 周期性堆積相
黒瀬盆地と南部西条盆地では、上方ほど細粒化する傾向を示す、上下を明らかな浸食面に区切られた周期性堆積相が特徴的である。かつて西条層は主に河川堆積物と湖沼堆積物のいずれかからなるとされていたが、水野・平川 (1993)は周期性堆積相の記載を通し、周期性を示す典型的な河川堆積相とした。水野・平川 (1993)は、かつて西条層が湖沼堆積相とされた原因をシルト層や粘土層の卓越する堆積ユニットの発達に求めている。
水中土石流堆積物のユニットをはじめとする例外を除けば、各堆積ユニットの上部、特に最上部に亜炭層や火山灰層が存在する場合がある。

### 厚層砂-砂礫相
北部西条盆地では層厚5メートル以上の厚層砂-砂礫相が特徴的である。基質支持の砂礫あるいは礫と、中粒から粗粒の砂から構成されており、一部で細粒砂と互層を形成するものの泥質物がほぼ含まれていない。上方細粒化の傾向が認められるものの、前述した周期性堆積相ほど顕著でない。砂質部や砂礫/礫部には不明瞭な葉理が認められるが、連続した明瞭な層理は認められていない。

### 火山灰層
西条層は水野・南木 (1986)で5枚以上、水野・平川 (1993)で7枚以上の火山灰層が挟在することが報告されている。このうち比較的連続する火山灰層が今田火山灰層と岡郷火山灰層であり、黒瀬盆地と南部西条盆地の対比の鍵層にも用いられている。
今田火山灰層
南部西条盆地において西条層の中部からやや上部に位置する。層厚は10センチメートルから60センチメートル、色調は灰白色から黄褐色を示す。最下部と中部は結晶粒が比較的多い中粒火山灰層であり、角閃石を中心とする重鉱物が点在する。下部と上部は扁平型から中間型を主とする火山ガラスが主体の細粒火山灰層である。
岡郷火山灰層
今田火山灰層の6m前後上位に位置する。層厚は30センチメートルから90センチメートル、色調は灰白色を示す。層厚数センチメートルの中粒層と細粒層の互層で形成されており、中間型から粒状ガラスを中心とする（ただし褐色塊状ガラスを多分に含む）火山ガラスが主体である。
大阪層群の栂火山灰層と対比されている。
水野・南木 (1986)によると、東元ほか (1985)はフィッショントラック法を用いて岡郷火山灰層の年代を0.57±0.09Ma、その下位の楢原火山灰層の年代を0.61±0.11Maとした。大阪層群の火山灰層との対比や、黒瀬盆地の西条層からメタセコイア群集の要素が得られなかったことなども踏まえ、西条層全体の堆積年代は約70万年前から約50万年前と推定された。

## 化石
西条層の亜炭層・炭質層からは植物化石が多産する。水野・南木 (1986)は南部西条盆地の41層準から大型植物化石や堆積物を回収している。寒冷気候の指標種であるミツガシワをはじめとする草本植物が保存されており、草本類は種レベルでも個体レベルでも豊富である。木本植物では針葉樹が多く、トウヒ属、モミ属、チョウセンゴヨウ、アカマツ、サワラが多く見られる。広葉樹ではハンノキが多く、今田火山灰層の下位層にタイワンブナ近似種が集中するが、その他の属種は少ない。なお水野・南木 (1986)で報告された植物のうち、コウヨウザン属、タイワンブナ近似種、シキシママンサク近似種は絶滅しているか現代の日本列島から姿を消している。
水野・南木 (1986)によると、福原 (1977)は西条層の6地点から採取した花粉を分析し、いずれの地点においても3～4回の寒冷期と3回の温暖期を推定できるとした。また福原 (1977)は寒冷期の層からミツガシワやチョウセンゴヨウの花粉・大型化石を回収しているという。同じく水野・南木 (1986)によると、粉川 (1962)は岡郷火山灰層の上位と思われる層準からコウヤマキ属の葉、今田火山灰層付近と思われる層準からキクロカリア属の1種、セツリミアサガラ属の1種、クルミ属の1種を報告している。このうち前者2属は日本列島における消滅属である。

## 文化的利用
西条盆地の中部から南部にかけて粘土層の発達が見られたことから、西条層の粘土（「西条粘土」）は古くから原料として利用されてきた。例として、江戸時代に焼かれ始めた陶器である宮島焼に使用されている。西条盆地西部の昼原地区では1960年代の終わりまで耐火物や土管用に地元農家が粘土を採掘していたほか、小滝原地区では2003年時点で西条陶業社が粘土の露天採掘を実施している。